# Рождественский сельсовет (Ирбейский район)
Рождественский сельсове́т — административно-территориальная единица в Ирбейский районе Красноярского края Российской Федерации, существовавшая до 1989 года.

## История
Рождественский сельсовет существовал до 1989 года.
В 1989 году Рождественский сельсовет был упразднён и его населённый пункт включён в состав Тальского сельсовета.

## Состав сельсовета
В состав сельсовета входили 2 населённых пункта:
| № | Населённый пункт | Тип населённого пункта          | Население |
| - | ---------------- | ------------------------------- | --------- |
| 1 | Рождественка     | деревня, административный центр | 47        |

Также ранее в состав сельсовета входили:
- деревня Мостовая;
- деревня Арангаш;
- деревня Семёновка;
- деревня Давыдовка;
- деревня Крещенка.